# Replay (Raffaella Carrà)
Replay è una canzone della cantante pop italiana Raffaella Carrà, pubblicata il 16 luglio 2013 come primo singolo estratto dall'album Replay (The Album), che segna il ritorno della Carrà sulle scene musicali dopo vari anni di assenza.

## Descrizione
La traccia è stata composta da Meghan Trainor, cantautrice statunitense, all'epoca ventenne, che vedrà il successo solo l'anno successivo, nel 2014, con il singolo All About That Bass.

## Tracce
Download digitale
Testi di Meghan Trainor, musiche di Lorenzo Cosi, Patrizio Moi, Luca Masini.
1. Replay – 4:03

Download digitale - Remix EP (DJ Deluxe Edition)
1. Replay (DJ Jump & Jenni Dee Edit Mix) – 3:35
2. Replay (Luca Bisori Remix Edit) – 3:16
3. Replay (DJ Jump & Jenni Dee Extended Mix) – 4:50
4. Replay (Luca Bisori Remix) – 7:22

## Classifiche
| Classifica (2013) | Posizione massima |
| ----------------- | ----------------- |
| Italia            | 31                |